# Sacheriton
Sacheriton, jedan od tri ogranka ili lokalnih skupina Skoton Indijanaca, koji se uz bande Grave Creek, Quilsieton, i Nahelton spominju u ugovoru iz 1854., u kojem se kaže da žive na rijeci Rogue u Oregonu. Skotonske skupine po ovom ugovoru poslane su na rezervate Siletz i Grande Ronde.